# Michal Kolmaš
Michal Kolmaš je český politolog, vysokoškolský pedagog a novinář, od roku 2020 vedoucí Katedry asijských studií Metropolitní univerzity Praha a od roku 2022 šéfredaktor časopisu Czech Journal of International Relations při Ústavu mezinárodních vztahů.

## Profesní kariéra
Vystudoval magisterský obor mezinárodní vztahy a evropská studia na FSS MUNI, během studií absolvoval roční studijní pobyt na Akita International University v Japonsku. V roce 2010 nastoupil na doktorské studium mezinárodních vztahů na Institutu politologických studií Univerzity Karlovy v Praze. Během těchto studií zas strávil tři semestry na Hokkaido University v japonském Sapporu, a také hned na jejich začátku začal na UK vyučovat, což mu zůstalo až do současnosti.
V roce 2020 dosáhl Kolmaš habilitace v oboru Politologie na Fakultě sociálních věd UK, mezi lety 2021 a 2022 absolvoval zatím poslední výzkumný pobyt, tentokrát na University of Massachusetts-Boston, USA. Je aktivním novinářem a komentátorem, psal mj. pro Seznam Zprávy či Lidové noviny.
Specializuje se na zahraniční politiku Japonska a bezpečnost ve východní Asii, klimatické změny v mezinárodní politice a teorii mezinárodních vztahů. Katedru asijských studií na Metropolitní univerzitě Praha vede od roku 2020.